# Плимутская колония
Плимутская колония (англ. Plymouth Colony) — английская колония в Северной Америке, существовавшая с 1620 по 1691 годы на юго-востоке современного штата Массачусетс. Наряду с Вирджинской колонией — старейшее на территории США поселение англичан (отсюда второе название — Старая колония, «The Old Colony»).
Город Новый Плимут — стал первым крупным поселением на территории Новой Англии. Он был основан в ноябре 1620 года причалившими к Плимутской скале на корабле «Мейфлауэр» «отцами-пилигримами», которые бежали от преследований английских властей. Место, где возник Новый Плимут, ранее было исследовано капитаном Джоном Смитом. Юридическим фундаментом колонии стало «Мэйфлауэрское соглашение», заключённое на борту корабля. Будучи основанной глубоко религиозными людьми, Плимутская колония отличалась пуританскими нравами и приверженностью традициям. Некоторые из них стали неотъемлемой частью американской культуры. К числу таковых относится обычай праздновать День благодарения (впервые отмечался пилигримами в Новом Плимуте в 1621 году).
Помимо внутренних несогласий, главную опасность для колонии представляли индейцы. В 1635—1636 годах в ходе так называемой пекотской войны колонистами были истреблены индейцы племени пекотов; их деревни на берегу реки Пекот сожжены вместе с жителями. В 1675—1676 годах Плимутская колония стала ареной кровопролитного восстания индейцев под предводительством вождя вампаноагов Метакомета.
В 1691 году Плимутская колония была объединена с колонией Массачусетского залива и колонией Мэн в провинцию Массачусетс.